# Aike
Aike – wieś w Anglii, w hrabstwie East Riding of Yorkshire. Leży 18 km na północ od miasta Hull i 266 km na północ od Londynu.